# امیلی بیوان
امیلی بیوان (انگلیسی: Emily Bevan؛ زادهٔ ۱۱ اوت ۱۹۸۲) بازیگر، و بازیگر سینما اهل بریتانیا است.
از فیلم‌ها یا برنامه‌های تلویزیونی که وی در آن نقش داشته‌است می‌توان به سنت ترینیان، عهد جوانی، و دامینا اشاره کرد.